# Luitpold von Bayern

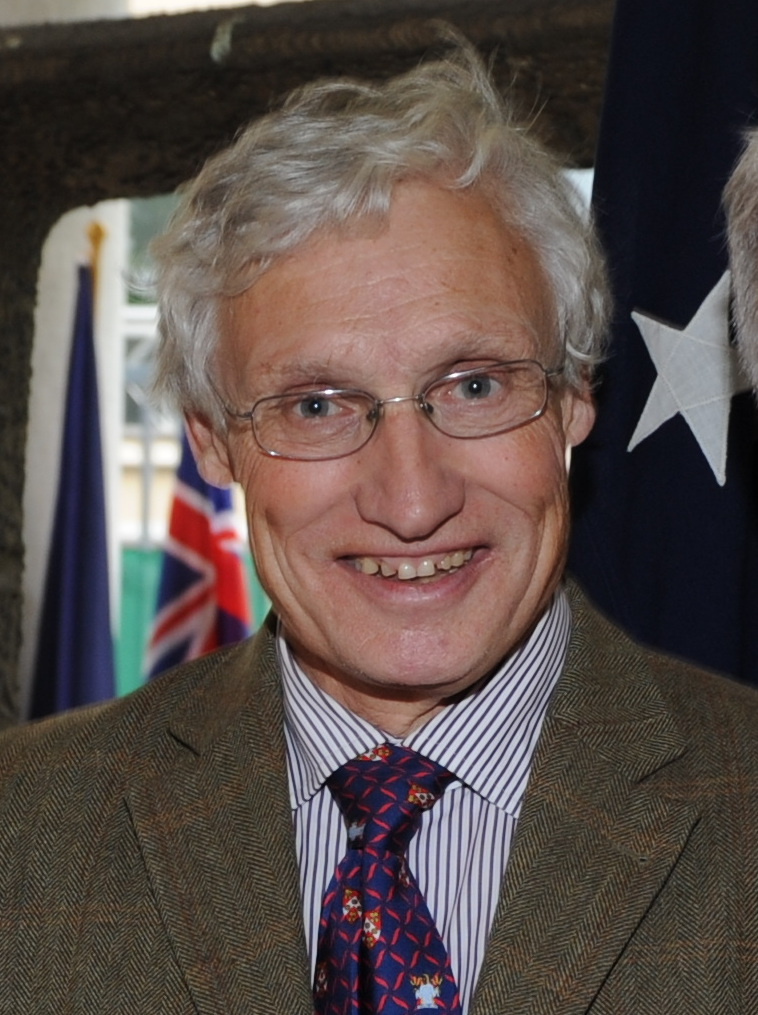
Luitpold Prinz von Bayern (2012)

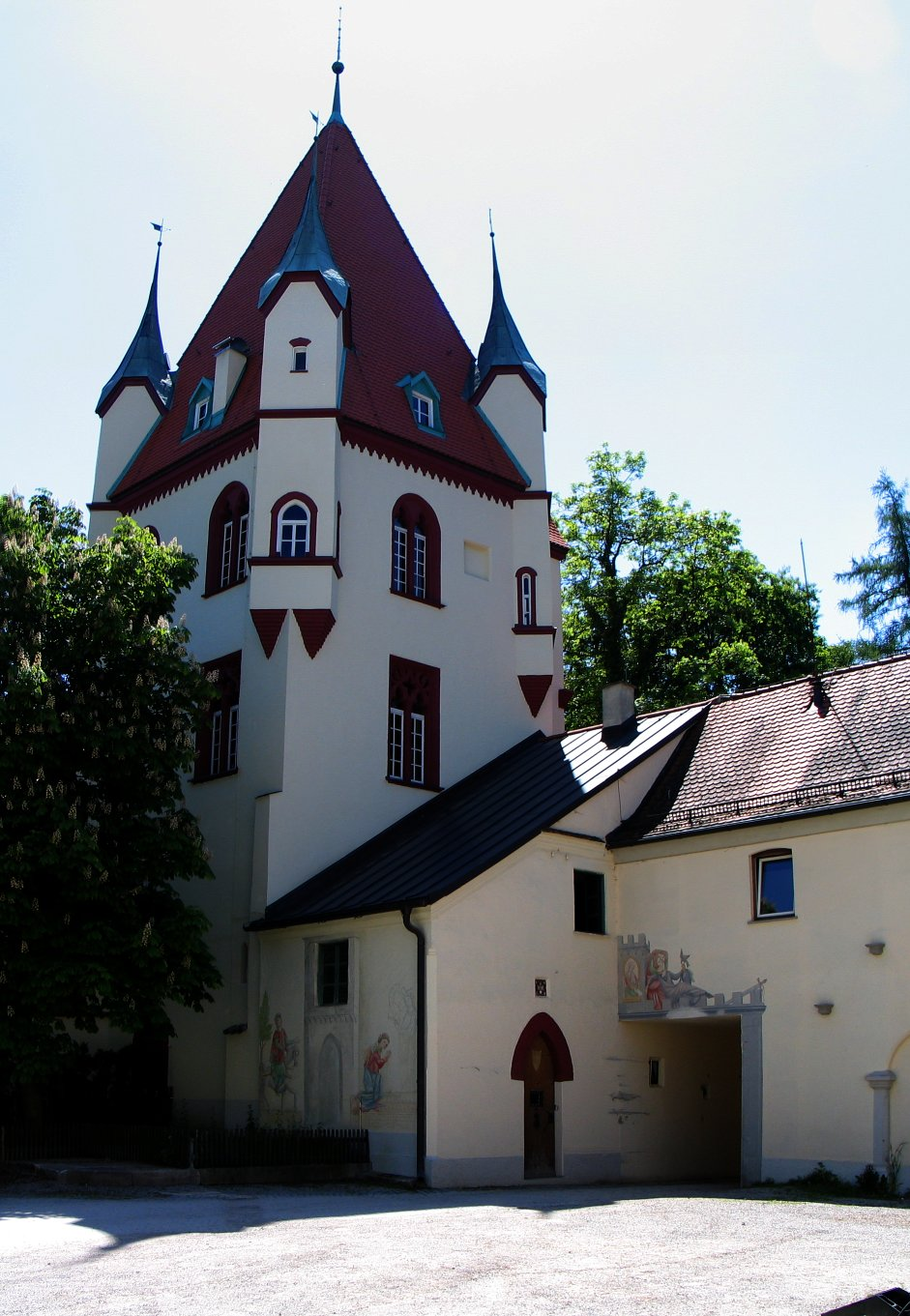
Slot Kaltenberg

Luitpold Rupprecht Heinrich Prinz von Bayern (Slot Leutstetten, 14 april 1951) is een prins uit het huis Wittelsbach en mogelijk opvolger als chef van het huis.

## Biografie
Luitpold von Bayern werd geboren als zoon van Ludwig Prinz von Bayern (1913-2008) en diens volle nicht Irmingard Prinzessin von Bayern (1923-2010), dochter van kroonprins Rupprecht van Beieren (1869-1955). Hij trouwde in 1979 met Beatrix Wiegand (1951) welk huwelijk op 3 maart 1999 als ebenbürtig werd verklaard. Uit dit huwelijk werden vijf kinderen geboren, onder wie prins Ludwig von Bayern MBA (1982), internetondernemer en mogelijk opvolger als chef van het huis.
Luitpold von Bayern is koopman, eigenaar en bewoner van slot Kaltenberg in Geltendorf, en is mogelijke opvolger als chef van het huis aangezien zijn verwanten Franz Herzog von Bayern (1933) en diens broer Max Herzog in Bayern (1937) beiden geen mannelijke nakomelingen hebben. Hij is grootprior van de Huisridderorde van de Heilige Georg en ridder in de Huisridderorde van Sint-Hubertus.